# Martin Koolhoven
Martinus Wouter "Martin" Koolhoven (nascut el 25 d'abril de 1969) és un director de cinema i guionista neerlandès. Internacionalment és més conegut per Nordil (2005), Oorlogswinter (2008) i Brimstone (2016), que va ser la seva primera pel·lícula en anglès. Es va estrenar el 2017, després d'estrenar-se a la competició del Festival de Cinema de Venècia el 2016.

## Primers anys
Martin Koolhoven va néixer el 25 d'abril de 1969 a La Haia als Països Baixos. Koolhoven va anar a l'Acadèmia Holandesa de Cinema (a Amsterdam) i es va graduar el 1996 com a guionista i director.

## Carrera
La seva primera pel·lícula va ser una pel·lícula de televisió de 53 minuts anomenada Duister Licht.
La seva segona pel·lícula Suzy Q va comptar amb l'actriu Carice van Houten, amb qui Koolhoven va treballar diverses vegades en les pel·lícules futures. També va ser el debut de l'actor Michiel Huisman.
El seu primer llançament cinematogràfic (neerlandès) va ser AmnesiA (2001), que també va tenir un petit llançament a Nova York.
El 2004, Koolhoven va ser una de les New Cares In European Cinema presentada per Pedro Almodovar al festival AFI (Hollywood).
El 2005 Koolhoven va dirigir Nordil. La pel·lícula es va projectar a molts festivals internacionals de cinema, incloent el Festival Internacional de Cinema de Berlín i el Festival Internacional de Cinema de Karlovy Vary on va formar part de la Variety Critic's choice. El mateix any Koolhoven va estrenar Bonkers, una pel·lícula infantil.
El 2006 Koolhoven va dirigir 'n Beetje Verliefd.
El 2008 Koolhoven va fer Oorlogswinter, una pel·lícula holandesa basada en la novel·la del mateix nom, escrita per Jan Terlouw. La pel·lícula va ser l'entrada holandesa per als Premis Oscar i va ser seleccionada per estar a la llista curta (de 9 pel·lícules). La pel·lícula va ser distribuïda als Estats Units per Sony Classics i es va vendre a uns 25 països més.
El 2010, Koolhoven va iniciar la seva pròpia companyia de producció, juntament amb el productor Els Vandevorst, anomenada N279 Entertainment que va produir diverses pel·lícules. La seva primera producció per a N279 Entertainment com a director va ser el western anomenat Brimstone. Es va estrenar al 73a Mostra Internacional de Cinema de Venècia el 2016 i es va convertir en la cinquena pel·lícula d'èxit consecutiva de Koolhoven a Països Baixos.
Des del 2018, Koolhoven té el seu propi programa de televisió a la televisió holandesa, anomenat De Kijk van Koolhoven, en el qual comparteix les seves opinions sobre el cinema. Utilitzant escenes de pel·lícules que dissecciona, parla àmpliament dels seus actors, directors i pel·lícules preferits.
El 2020, va escriure un espectacle de teatre Klassiekers met Koolhoven amb el qual va actuar als teatres durant dues temporades.
El 2020, Koolhoven va rebre la Rosa de Plata, un premi que es concedeix anualment a un destinatari que és o ha tingut una gran importància per al món del cinema holandès.
L'any 2022, Koolhoven va rebre el premi Rutger Hauer, que s'atorga anualment a un destinatari que hagi fet una contribució important al desenvolupament i promoció del jove talent cinematogràfic  als Països Baixos.
El 2024, al Festival Internacional de Cinema de Rotterdam, es va estrenar el seu programa de desenvolupament de talent Koolhoven Presents. Això incloïa sis pel·lícules de gènere de creadors talentosos que havia seleccionat i mentor. Més tard aquell any, aquestes pel·lícules van ser emeses per VPRO Television.
Es deia que Koolhoven estava treballant en un thriller negre, ambientat a Jakarta, 1946.

## Filmografia

### Cinema
- Chess (1993) – curtmetratge
- KOEKOEK! (1995) – curtmetratge
- De Orde Der Dingen (1996) – curtmetratge
- Duister licht (1997) – Telefilm
- Suzy Q (1999) – Telefilm
- AmnesiA (2001)
- De grot (2001)
- Het zuiden (2004)
- Nordil (2005)
- Knetter (2005)
- 'n Beetje Verliefd (2006)
- Oorlogswinter (2008)
- Brimstone (2016)

### Sèries de televisió
- Koefnoen (2007) – western i paròdies d’Ingmar Bergman
- De kijk van Koolhoven (2018-ara) – Sèrie de televisió neerlandesa en què Koolhoven fa una ullada als seus gèneres preferits i les seves pel·lícules.[12]
- Koolhoven Presenteert (2024) Koolhoven va triar sis cineastes de la nova generació de cineastes i els va guiar per fer una pel·lícula de gènere. A la televisió va presentar les pel·lícules amb el seu propi estil familiar.[13]